# Securidaca philippinensis
Securidaca philippinensis är en jungfrulinsväxtart som beskrevs av Chod.. Securidaca philippinensis ingår i släktet Securidaca och familjen jungfrulinsväxter. Inga underarter finns listade i Catalogue of Life.